# Mortal Kombat (film 2021)
Mortal Kombat – film akcji z 2021 roku w reżyserii Simona McQuoida. Oparty jest na grze komputerowej o tym samym tytule.

## Fabuła
W Japonii 1617 roku chiński klan zabójców Lin Kuei morduje klan ninja Shirai Ryu, w tym żonę i syna jednego z nich, Hanzo Hasashiego. Niesiony zemstą Hanzo wybija zabójców i staje do pojedynku z ich przywódcą Bi-Hanem, gdzie zostaje śmiertelnie zraniony. Jego ciało zostaje zabrane przez ogniste siły, a jego niemowlęcą córkę zabiera bóg piorunów, lord Raiden.
W czasach współczesnych Cole Young próbuje swych sił jako zawodnik MMA. Przykuwa tym uwagę agenta sił specjalnych Jacksona „Jaxa” Briggsa, który dostrzega u Cole’a znak smok. Wkrótce Cole i jego żona i córka zostają zaatakowani przez tajemniczego wojownika o kriomantycznych mocach. Jest to Bi-Han znany jako Sub-Zero, służący czarownikowi Shang Tsungowi z innego wymiaru zwanym Pozaświatami. Jax zabiera Youngów w bezpieczne miejsce i pokazuje, że również ma znak smoka, jednak traci ramiona w walce z Sub-Zero. Shang Tsung zamierza wybić wszystkich ziemskich wybrańców przed rozpoczęciem turnieju, gdyż łatwiej będzie przejąć ziemski wymiar.
Po ukryciu rodziny Cole udaje się na poszukiwanie Sonyi Blade, poleconą mu przez Jaxa. Znajduje ją w jej kryjówce, gdzie ona przesłuchuje uwięzionego najemnika imieniem Kano. Ujawnia, że ona i Jax badali istnienie tajemnego turnieju Mortal Kombat i że znak smoka może zostać przeniesiony na każdego, kto zabije pierwotnego nosiciela. Kryjówka zostaje zaatakowana przez sługę Shang Tsunga, Reptile’a, ale Cole, Sonya i niechętny Kano pokonują go.
Kano zna lokalizację świątyni Raidena, gdzie wedle legend trenują ziemscy zawodnicy do Mortal Kombat. Cała trójka w drodze do świątyni napotyka na Liu Kanga, jednego z ziemskich wojowników wybranych przez Raidena. Zaprowadza ich do świątyni, gdzie prezentuje ich Raidenowi. Dołącza do nich Jax, którego Raiden uratował i wyposażył w zestaw mechanicznych ramion. Po chwili Shang Tsung atakuje świątynię wraz z Sub-Zero i Mileeną, ale Raiden tworzy tarczę, aby ich odeprzeć.
Podczas gdy Sonya nie mająca znaku smoka nie może uczestniczyć w turnieju, tak Cole i Kano trenują z Liu Kangiem i jego kuzynem Kung Lao, aby odblokować ich „arkana”, specjalną moc unikalną dla wszystkich posiadaczy smoczych znaków. Podczas wspólnego posiłku Kung Lao i Liu Kang sugerują, że Kano jest słabeuszem, co powoduje u niego gniew. Podczas kłótni Kano odkrywa możliwość strzelania laserem. Z kolei Cole nie jest w stanie obudzić swoich, pomimo jego wytrwałości. Rozczarowany brakiem postępów Raiden wyjawia Cole’owi, że zabrał on córkę Hanzo Hasashiego do świątyni, a ona jest przodkinią Cole’a. Zaś Hanzo znajduje się w piekle żądny swej zemsty. Cole wraca do swej rodziny.
W Pozaświatach Shang Tsung zbiera swych łowców, wśród których oprócz Mileeny i Sub-Zero jest wampirzyca Nitara, generał Reiko i Ziemianin Kabal, zmuszony nosić żelazną maskę tlenową po zdradzie Kano. Dowiedziawszy o obecności Kano wśród wybrańców Raidena, Kabal przybywa do niego i kusi go, by dołączył do drużyny Shang Tsunga. Za sprawą Kano tarcza ochronna Raidena zostaje zniszczona, dzięki czemu łowcy Shang Tsunga mogą atakować wojowników ziemskich. W tym samym czasie Cole toczy pojedynek z księciem Goro, czterorękim potworem z Pozaświatów. Widząc w niebezpieczeństwie swoją rodzinę Cole przebudza w sobie swoją arkanę ujawniając złotą zbroję i zabija Goro.
Jax widząc Sonyę przygniecioną kamienną rzeźbą przez Kano, wzbiera siły uaktywniając pełnią moc swych protez. Raiden wzywa Cole’a z powrotem do świątyni. Kung Lao zabija Nitarę, jednak Shang Tsung wysysa mu duszę.  Raiden szybko interweniuje zabierając swych wojowników do międzywymiarowym pomoście, gdzie Shang Tsung nie może ich dopaść. Cole mówi, żeby rozdzielić się i osłabić siły Shang Tsunga oraz otrzymuje ostrze Hanzo od Raidena. Jax zabija Reiko, Sonya Kano, a Liu Kang Kabala. Sonya otrzymawszy znak smoka Kano, przybywa na pomoc Cole’owi w walce z Mileeną i zabija ją swą arkaną.
Gdy rodzina Cole’a chce znowu zmienić kryjówkę, dopada ich Sub-Zero. Dowiedziawszy o tym Cole dociera do swej zamrożonej siłowni, gdzie uwięzione są jego żona i córka. Toczy pojedynek z Sub-Zero i gdy ma przegrać pojawia się Hanzo Hasashi, mogący kontrolować piekielne ognie jako Scorpion. Scorpion i Cole wspólnie pokonują Sub-Zero. Scorpion pali żywcem osłabionego Sub-Zero i dziękuje Cole’owi za uwolnienie jego duszy.
Do siłowni przybywa Raiden i ziemscy wojownicy. Pojawia się również Shang Tsung informujący, że jego wojowników zastąpią nowi. Raiden wyjawia swym wojownikom, że nie mogą spocząć na laurach i na Ziemi są inni wojownicy wytypowani do Mortal Kombat. Cole udaje się do Hollywood, by zwerbować jednego z wybrańców, aktora Johnny’ego Cage’a.  

## Obsada
- Lewis Tan – Cole Young
- Jessica McNamee – Sonya Blade
- Josh Lawson – Kano
- Joe Taslim – Sub-Zero / Bi-Han
- Tadanobu Asano – Lord Raiden
- Mehcad Brooks – Jackson „Jax” Briggs
- Hiroyuki Sanada – Scorpion / Hanzo Hasashi
- Ludi Lin – Liu Kang
- Max Huang – Kung Lao
- Chin Han – Shang Tsung
- Laura Brent – Alison Young
- Matilda Kimber – Emily Young
- Sisi Stringer – Mileena
- Elissa Cadwell – Nitara
- Nathan Jones – Reiko
- Daniel Nelson – Kabal
- Damon Herriman – Kabal (głos)
- Angus Sampson – Goro (głos)

## Zdjęcia
Zdjęcia realizowane były na terenie Stanów Zjednoczonych (Kalifornia) i Australii (Adelaide). Zdjęcia trwały od 16 września do 13 grudnia 2019 roku. Film został nakręcony kamerami ARRI ALEXA LF i Mini LF z obiektywami Panavision Anamorphic.

## Promocja
20 kwietnia 2021 roku HBO Max wypuściło pierwsze siedem minut filmu na swym kanale YouTube.